# Veliko Selo, Beograd
Veliko Selo (izvirno srbsko Велико Село) je naselje v Srbiji, ki upravno spada pod Občino Palilula; slednja pa je del Mesta Beograd.

## Demografija
V naselju živi 1366 polnoletnih prebivalcev, pri čemer je njihova povprečna starost 41,9 let (40,5 pri moških in 43,3 pri ženskah). Naselje ima 388 gospodinjstev, pri čemer je povprečno število članov na gospodinjstvo 4,31.
To naselje je, glede na rezultate popisa iz leta 2002, večinoma srbsko, a v času zadnjih treh popisov je opazno zmanjšanje števila prebivalcev.
|  |

| Demografija | Demografija     | Demografija     |
| Leto        | Št. prebivalcev | Št. prebivalcev |
| ----------- | --------------- | --------------- |
|             |                 |                 |
|             |                 |                 |
|             |                 |                 |
|             |                 |                 |
| 1948        | 1908            |                 |
| 1953        | 1968            |                 |
| 1961        | 1877            |                 |
| 1971        | 1874            |                 |
| 1981        | 1901            |                 |
| 1991        | 1767            | 1723            |
| 2002        | 1689            | 1676            |
|             |                 |                 |

| Etnična sestava po popisu iz leta 2002 | Etnična sestava po popisu iz leta 2002 | Etnična sestava po popisu iz leta 2002 | Etnična sestava po popisu iz leta 2002 | Etnična sestava po popisu iz leta 2002 |
| -------------------------------------- | -------------------------------------- | -------------------------------------- | -------------------------------------- | -------------------------------------- |
| Srbi                                   | Srbi                                   |                                        | 1.620                                  | 96,65%                                 |
| Romi                                   | Romi                                   |                                        | 13                                     | 0,77%                                  |
| Jugoslovani                            | Jugoslovani                            |                                        | 4                                      | 0,23%                                  |
| Muslimani                              | Muslimani                              |                                        | 3                                      | 0,17%                                  |
| Romuni                                 | Romuni                                 |                                        | 2                                      | 0,11%                                  |
| Črnogorci                              | Črnogorci                              |                                        | 1                                      | 0,05%                                  |
| Hrvati                                 | Hrvati                                 |                                        | 1                                      | 0,05%                                  |
| Slovaki                                | Slovaki                                |                                        | 1                                      | 0,05%                                  |
| Bošnjaki                               | Bošnjaki                               |                                        | 1                                      | 0,05%                                  |
| Neznano                                | Neznano                                |                                        | 27                                     | 1,61%                                  |